# Judo agli VIII Giochi del Mediterraneo
La seguente pagina illustra i risultati del judo agli VIII Giochi del Mediterraneo. Va tenuto presente che in tale edizione si sono disputate solo gare maschili, con l'assegnazione del doppio bronzo.

## Podi

### Uomini
| Evento                            | Oro                | Argento          | Bronzo                                |
| fino a 60 kg (pesi super-leggeri) | Felice Mariani     | Franc Ocko       | Ahmed Moussa Ahmet Ozdemir            |
| fino a 65 kg (pesi mezzo-leggeri) | Guy Delvingt       | Sergio Cardell   | Davor Vukorepa Mohamed Sobei          |
| fino a 71 kg (pesi leggeri)       | Vojo Vujevic       | Ezio Gamba       | Christian Dyot Mouldi Ben Hamma       |
| fino a 78 kg (pesi medio-leggeri) | Jean-Pierre Gibert | Marcelo Landi    | Ignacio Sanz-Paz Suheyl Yesilnur      |
| fino a 86 kg (pesi medi)          | Slavko Obadov      | Michel Sanchis   | J. Antonio Cecchini Abdelmaj Senoussi |
| fino a 95 kg (pesi medio-massimi) | Angelo Parisi      | Ranko Miranovic  | Mario Damineli Abdelsalam Besbes      |
| oltre 95 kg (pesi massimi)        | Radomir Kovacevic  | Mohamed Belattar | Jean-Luc Rouge Kemal Korucu           |
| Tutte le categorie                | Jean-Luc Rouge     | Marino Beccacece | Goran Zuvela Amr Elshahabi            |

## Medagliere
| Posizione | Paese      |   |   |    | Totale |
| --------- | ---------- | - | - | -- | ------ |
| 1         | Francia    | 4 | 1 | 2  | 7      |
| 2         | Jugoslavia | 3 | 2 | 2  | 7      |
| 3         | Italia     | 1 | 3 | 2  | 6      |
| 4         | Spagna     | 0 | 1 | 1  | 2      |
| 5         | Marocco    | 0 | 1 | 0  | 1      |
| 6         | Tunisia    | 0 | 0 | 3  | 3      |
|           | Turchia    | 0 | 0 | 3  | 3      |
| 8         | Egitto     | 0 | 0 | 2  | 2      |
| 9         | Algeria    | 0 | 0 | 1  | 1      |
| Totale    | Totale     | 8 | 8 | 16 | 32     |